# 코트니 휘트니
코트니 휘트니(Courtney Whitney, 1897년 5월 20일 ~ 1969년 3월 21일)는 미국의 법률가, 군인이다. 제2차 세계대전 때 미국 육군 소장으로 연합군 점령하 일본의 연합군 최고사령부에서 민정국장을 맡았다.
1917년 미국 육군 소속의 전투기 조종사로 복무했다. 1927년 조지 워싱턴 대학교 법학과를 졸업하고 마닐라에서 개인 영업을 하다가 1940년 군에 복귀했다. 제14공군에서 정보장교로 근무하다가 더글러스 맥아더의 요청으로 남서태평양 전역으로 옮겼다. 전후 연합군 최고사령부 민정국장(Chief of Government Section)으로 일본국 헌법 초안을 작성했다. 1951년 맥아더 해임 이후 사임하였다. 1956년 맥아더의 전기인 《MacArthur: His Rendezvous With History》를 출간했다. 

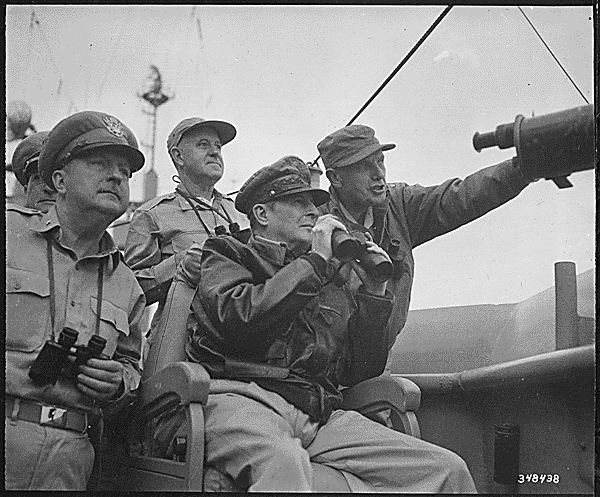
USS 마운트 맥킨리에서 인천 상륙 작전을 바라보고 있는 코트니 휘트니 (왼쪽), 더글러스 맥아더 (가운데), 에드워드 알몬드 (오른쪽)